# Magnetic Fields
Magnetic Fields (Franse titel: Les Chants Magnétiques) is het derde reguliere studioalbum van Jean-Michel Jarre en zijn vijfde album in totaal, uitgebracht op Disques Dreyfus in 1981. Voor dit album liet Jarre zich inspireren door het werk van Andy Warhol en een fascinatie voor de reproduceerbaarheid van digitaal geluid.

## Tracklist
1. "Magnetic Fields Part 1" – 17:49
2. "Magnetic Fields Part 2" – 3:59
3. "Magnetic Fields Part 3" – 4:15
4. "Magnetic Fields Part 4" – 6:18
5. "Magnetic Fields Part 5 (The Last Rumba)" – 3:30

## Over het album
Het eerste, bijna achttien minuten durende nummer, dat de hele eerste kant beslaat op de lp, bestaat uit drie zich onderscheidende passages. Na dit nummer volgt het ritmische, popachtige Magnetic Fields Part 2. Het geluid van een trein verbindt dit nummer met de volgende nummers.

## Titel
De Franse titel Les Chants Magnétiques bevat een woordspeling. Letterlijk vertaald betekent deze titel "magnetische liedjes". Het woord "champs", dat "velden" betekent, is vervangen door het woord "chants", dat "liedjes" betekent. "Les champs magnétiques" betekent dan ook "magnetische velden", de letterlijke vertaling van de Engelse titel Magnetic Fields.
De titel is tevens een verwijzing naar de surrealistische dichtbundel Les Champs magnétiques (1920) van André Breton en Philippe Soupault, een van de eerste surrealistische publicaties ooit.

## Instrumentenlijst
- MDB Polysequencer
- RSF Kobol
- Oberheim OB-X
- ARP 2600
- Fairlight CMI
- EMS Synthi AKS
- EMS Synthi VCS3
- Korg KR 55
- Elka 707
- Eminent 310U
- Moog Taurus Pedal Synthesizer
- Electronic Music Studios (EMS) Vocoder 1000
- Korg VC-10
- Electro-Harmonix Echoflanger

## Trivia
- Het nummer Magnetic Fields Part 1 werd vaak gebruikt bij de achtervolgingsscènes in de series van Bassie en Adriaan.